# Estadio Ignacio Zaragoza
L'Estadio Ignacio Zaragoza est un stade de football mexicain.